# Mönstring (militärväsen)
Mönstring var i äldre tid en förrättning, varigenom en särskilt förordnad mönsterherre kontrollerade befintligheten vid truppförbanden av personal, hästar, materiel med mera, såsom generalmönstring eller brödmönstring, eller godkände och kasserade manskap och hästar, approbations- och kassationsmönstring.